# Trevatn Station
Trevatn Station (Trevatn stasjon) var en jernbanestation på Valdresbanen, der lå i Søndre Land kommune i Norge.
Stationen åbnede 28. november 1902, da den første del af banen mellem Eina og Dokka blev taget i brug. Oprindeligt hed den Trevand, men den skiftede navn til Trevatn 3. marts 1926. Den blev nedgraderet til holdeplads 1. juli 1959 og til trinbræt 7. januar 1968. Persontrafikken på banen blev indstillet 1. januar 1989.
Stationsbygningen blev opført til åbningen i 1902. Bygningen står stadig, lige øst for indsøen Trevatna.